# Séred
Séred est un fils de Zébulon fils de Jacob et de Léa. Sa mère est Mérusha. Ses descendants s'appellent les Séredites.

## Séred et ses frères
Séred a pour frères Élôn et Yahléel.

## Séred en Égypte
Séred part avec son père Zebulon et son grand-père Jacob pour s'installer en Égypte au pays de Goshen dans le delta du Nil.
La famille des Séredites dont l'ancêtre est Séred sort du pays d'Égypte avec Moïse,.